# Đảo Tân Lang

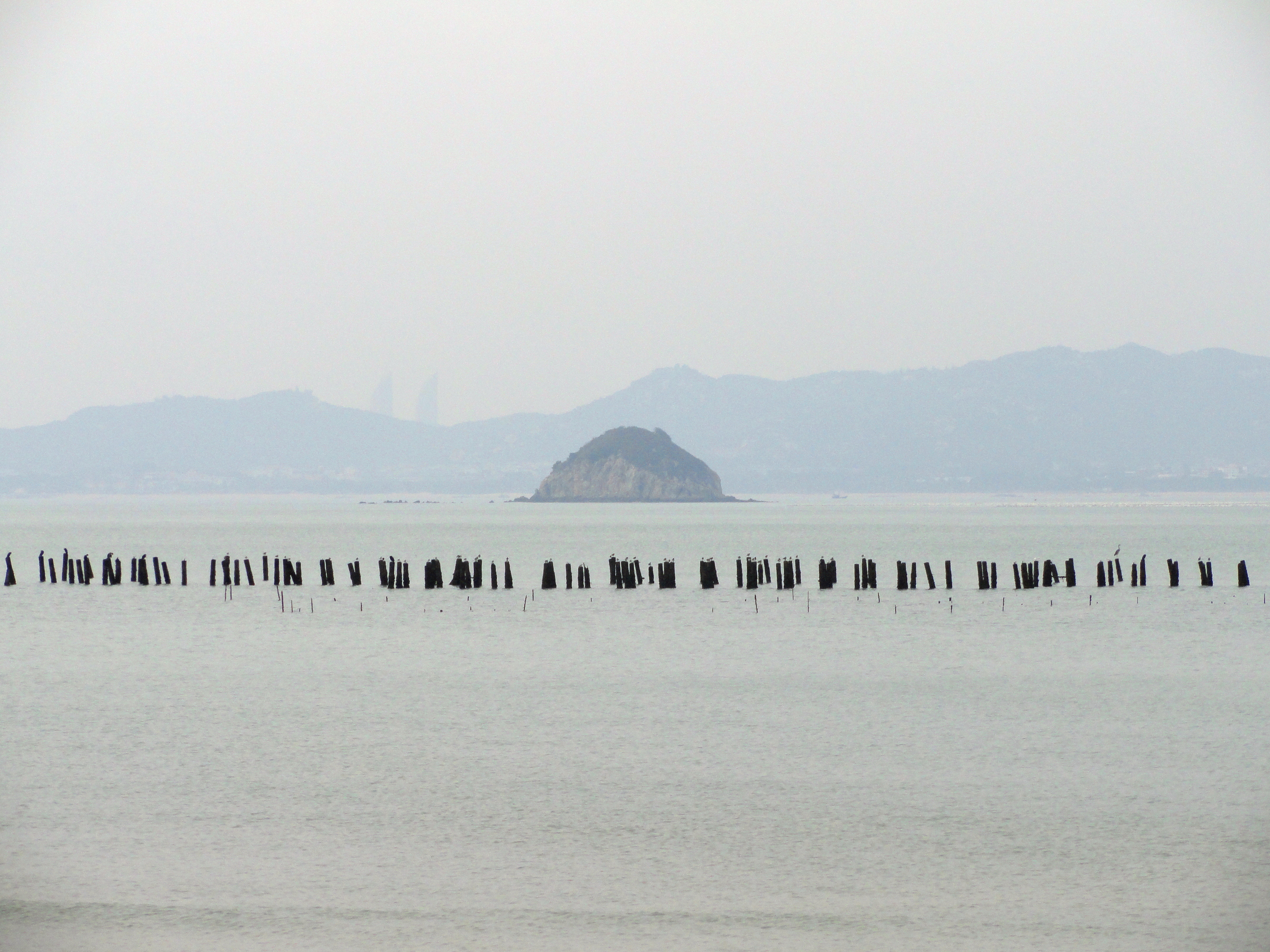
đảo Tân Lang, phía sau là Hạ Môn

đảo Tân Lang (tiếng Trung: 檳榔嶼; bính âm: bīn láng yǔ; Bạch thoại tự: pin-nn̂g-sū; nghĩa đen 'đảo cau') là một đảo nhỏ thuộc xã Liệt Tự, huyện Kim Môn, Trung Hoa Dân Quốc (Đài Loan). Có thể nhìn thấy đảo Tân Lang từ bờ biển gần hồ
Lăng Thủy (陵水湖) và bờ biển gần pháo đài Sa Khê (沙溪堡) ở phần tây nam của đảo Tiểu Kim Môn (Liệt tự) cũng như là từ khu Tư Minh của Hạ Môn bên phía Đại lục. Điểm cao nhất trên đảo có độ cao 47 m so với mực nước biển
Kể từ năm 2006, một giải bơi được tổ chức thường niên từ bờ đảo Tiểu Kim Môn đến đảo Hạ Môn. Trong giải này,  đảo Tân Lang là điểm nghỉ ngơi giữa chặng.
Năm 2012, ngư dân Trung Quốc đại lục bị bắt giữ vì họ tiến vào vùng cấm và bắt hàu gần đảo Tân Lang.
Tháng 12 năm 2018, phát hiện rằng việc nuôi hàu ở vùng biển lân cận đảo Tân Lang được sử dụng làm vỏ bọc để buôn lậu hàu sang Đài Loan.